# جوسيف تساندر
جوسيف تساندر (بالألمانية: Josef Zander) (و. 1918 – 2007 م) هو طبيب، وجامع تحف، وأستاذ جامعي، وطبيب توليد، من ألمانيا، ولد في يوليش، وكان عضوًا في الأكاديمية الألمانية للعلوم ليوبولدينا، توفي في ميونخ، عن عمر يناهز 89 عاماً.

## مناصب وهيئات
أدار جامعة لودفيش ماكسيميليان في ميونخ.

## جوائز
حصل على جوائز منها:
- وسام الاستحقاق البافاري.

## روابط خارجية
- جوسيف تساندر على موقع مونزينجر (الألمانية)